# Повесть о Хмеле
«Повесть о Хмеле» (или «Притча о Хмеле») — русский литературный памятник второй половины XVII века, направленный против пьянства. В произведении Хмель персонифицирован. В основе памятника лежит «Слово о Хмеле» (XV век), но, в отличие от последнего, произведение получает повествовательное обрамление.

## Текстология
«Повесть о Хмеле» известна в списках XVII—XVIII веков (не путать с «Повестью о хмельном питии», редакцией «Послания к некоему иноку о Хмеле», близкого произведения того же периода). Текст по спискам не обладает стабильностью.
Переработки «Слова о Хмеле» в повествовательную форму отражает запросы читателей XVII века. Повесть воспринималась как душеполезная, что, возможно, выражено в названии, включающем словосочетание «повесть полезна». Заметно стремление сохранить ориентацию на душеполезное чтение.

## Содержание

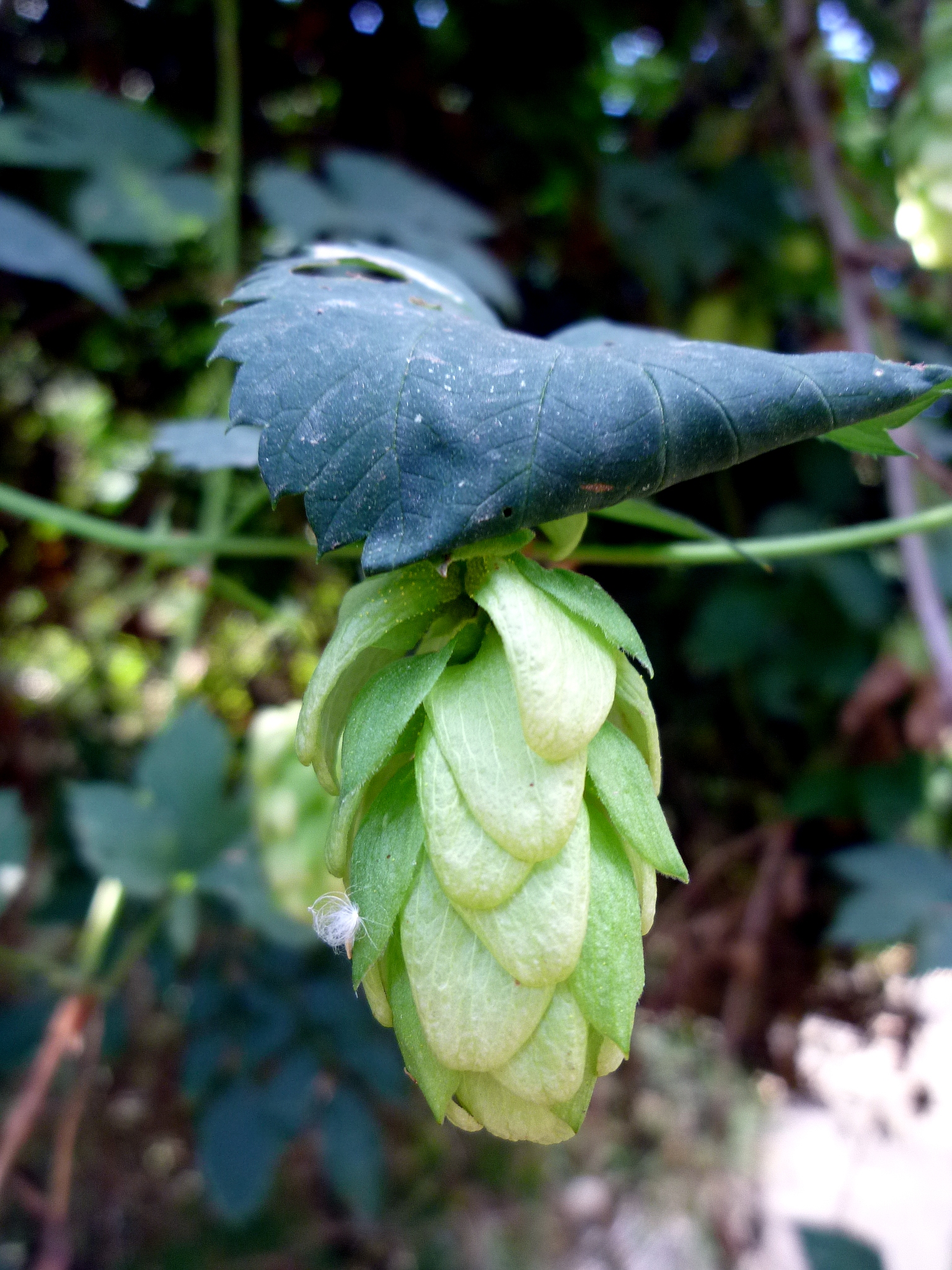
Плод хмеля, «смоквица», в повествовании сорванная безымянным отшельником

Как и в «Слове о Хмеле», в основе Повести лежит речь Хмеля, обращённая к человеку. Эта речь обрамлена повествованием о человеке, который жил уединённо («в дебри», «в пустыни»). Однажды он, собирая плоды, случайно нашел неизвестное ему растение — Хмель. Сорванная с него «смоквица» становится поводом к рассказу Хмеля о своей силе и власти (в списке РНБ, Q.I.708, л. 335—340 об. начало короче: «Человек некто хождаше по полю, и се глас бысть от травы»). Человек бросает траву-Хмель («зверзает… смоквицу на землю»). Повесть завершается размышлениями благочестивого героя о пользе умеренности в питии и о пагубности пьянства. Здесь в качестве источника рассматриваются вторая часть «Слова святых отец о пьянстве», общая для первой и второй редакций Измарагда или почти полностью соответствующая ей заключительная часть чтения на 7 апреля, вошедшего в печатный Пролог в XVII века.
Повесть имеет жанровое сходство с теми произведениями, по словам Е. К. Ромодановской, «в которых речь идет о несомненности текстов Священного писания», поскольку безымянный герой в ряде списков толкует увиденное им чудо как подтверждение слов апостола.
«Слово о Хмеле» не могло не настораживать читателей и переписчиков. Повесть явилась одной из попыток устранения сомнительных и опасных особенностей содержания и формы источника. В сравнении со «Словом о Хмеле» появляются новые подробности бытового характера и прослеживается большее стремление к занимательности. В то же время здесь используются также средства абстрагирования, усиливается дидактичность. Хмель сохраняет черты двойника человека, но путь, на который он влечёт, уже не настолько неотвратим, проблема нравственного выбора и ответственности решается в соответствии с традициями средневековой учительной литературы.
Незамысловатое повествовательное обрамление, которое получила речь Хмеля, позволило значительно умерить «высокоумие», определявшее содержание этой речи. Она обращена уже не ко всем живущим на земле, а к одному слушателю и вызвана действиями некоего безымянного героя. Опасности хмельного пития для людей разного рода занятий в Повести уделено даже больше внимания, чем в Слове, но пространный рассказ Хмеля здесь, в отличие от Слова, не устрашает, а убеждает, предупреждает от излишеств в питии. В сочинении утверждается уместность, даже необходимость «пребывания» Хмеля на дружеском обеде.
Повествование имеет соотнесенность с притчей, считавшейся душеполезным жанром, что обеспечивало восприятие Повести как душеполезной. Герой притчи предстает как человек вообще, «человек некий». Сочинение начинается в духе притчи: «Бе некий человек. Живяше бо в дебрии и сотвори себе хижу, и живяше в ней много лет». В то же время безымянный отшельник отличается от героя притчи тем, что свой главный выбор он уже совершил избрав одинокую жизнь «в дебри», и угрозы Хмеля не имеют к нему отношения: он не князь, не купец, не селянин, а в своей «хиже» он не устраивает пиров.

## Издания
- Памятники литературы. — СПб.‚ 1860. — Вып. 2. — С. 447—449;
- Повесть о Горе-Злочастии / Изд. подгот. Д. С. Лихачёв, Е. И. Ванеева ; Подг. текста Е. И. Ванеевой. — Л., 1984. — С. 81—83. — (Лит. памятники).
- Русская бытовая повесть XV—XVII веков / Сост. А. Н. Ужанков. — М.‚ 1991. — С. 85—88. — («Сокровища древнерусской литературы»);
- Древнерусская притча / Сост. Н. И. Прокофьев‚ Л. И. Алехина. — М.‚ 1991. — С. 221—224. — («Сокровища древнерусской литературы»).
- Махновец Т. А., Титова Л. В. «Повесть о Хмеле» в литературном процессе XVII века // Сибирский филологический журнал. — 2018. — № 4. — С. 51—53 (по списку РНБ. Q.I. 708. Л. 335—340 об., XVIII в.).